# 鲁昂右岸站
鲁昂右岸站，是法国的一个铁路车站，位于法国西北部城市鲁昂，是这一地区的铁路枢纽。

## 位置
鲁昂右岸站位于鲁昂市区的北部，距离鲁昂市政府（Mairie de Rouen）大约600米，因地处塞纳河右岸而得名。车站呈东西走向，正门开口朝南，正对着圣女贞德街（Rue Jeanne d'Arc）；车站北侧为停车场。鲁昂右岸站是一个上跨式火车站，整个站房位于铁路线上方：地下为铁路线和站台，地面层则为候车大厅、售票厅及咨询处，主站房后侧为大型的露天停车场。

## 车站历史
鲁昂右岸站最初建于1847年，因地处塞纳河右岸而得名。最初该站仅为一个普通的小站，与塞纳河左岸的鲁昂左岸站（Gare de Rouen-Rive-Gauche）共同承担铁路客运。后鲁昂左岸站改建成为了货运车站，致使鲁昂右岸站的人流量迅速增加，车站规模逐渐无法满足需要。20世纪初，鲁昂右岸站开始了改建计划，并于1928年正式投入使用，形成了现有的规模。
鲁昂右岸站现在的站房是一个典型的哥特式建筑，由建筑家阿道夫·德尔沃（Adolphe Dervaux）主持修建，现已成为鲁昂的城市地标建筑之一。1975年，鲁昂右岸站被列入法国国家文物保护单位。

## 本站可直达城市
| 鲁昂右岸站出发可直达的城市 | |

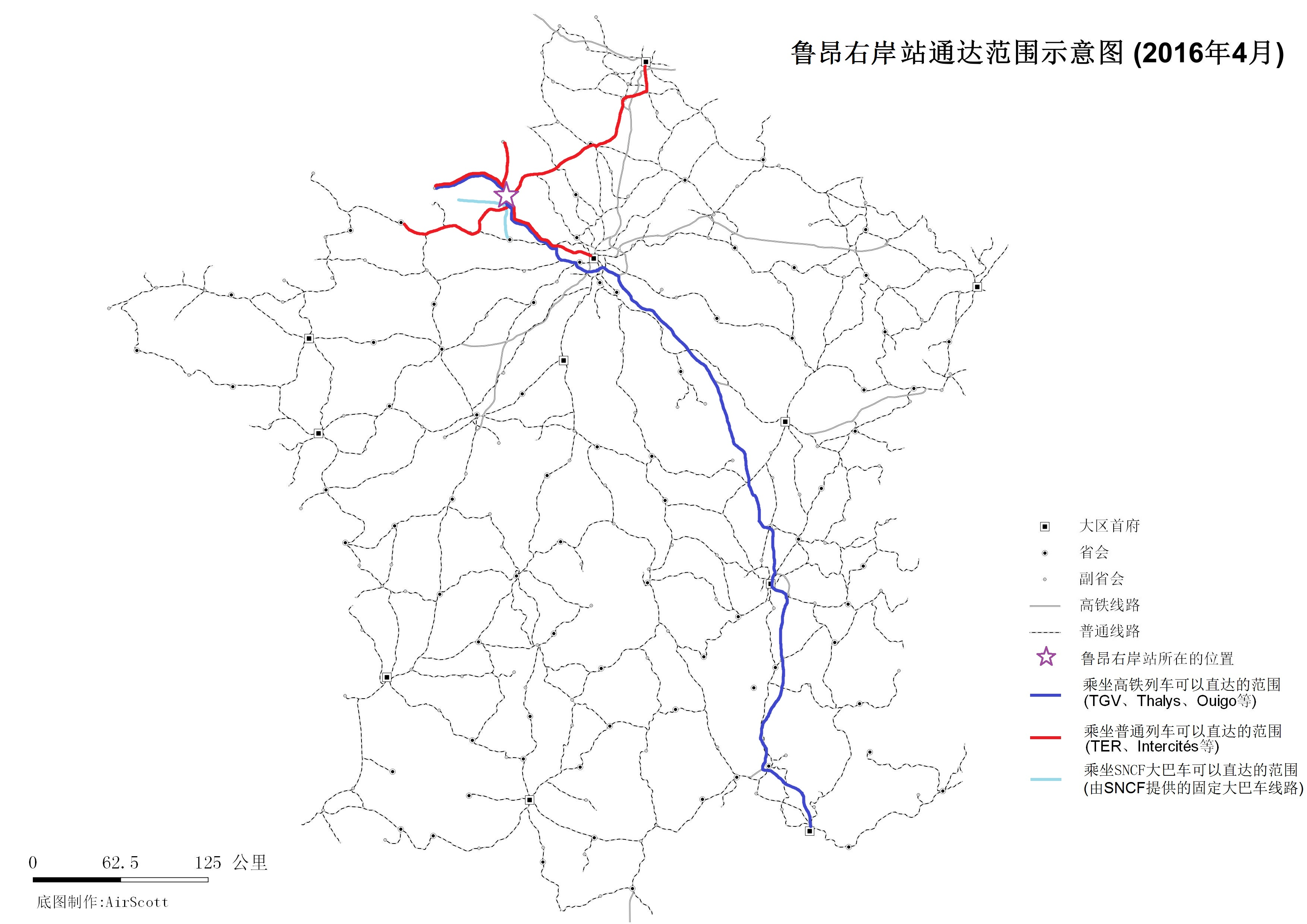
鲁昂右岸站通达范围示意图（2016年4月）

| - 为方便阅读，可到达的城市按照城市法语名的首字母顺序排序。 - 粗体字为法国省会城市，斜体字的城市仅周末或特定时段才能直达。 - 中文名称非官方正式翻译，仅供参考。 | |
| 目的地所在大区 | 可以直达的目的地 |
| 法兰西岛大区 | 芒特拉若利、马西、巴黎、凡尔赛 |
| 上法兰西大区 | 阿邦库尔、大阿谢、阿尔贝、亚眠、阿拉斯、杜埃、福尔默里、里尔、皮卡第地区普瓦、 |
| 诺曼底 | 欧费、巴朗坦、贝尔奈、布雷欧泰、布里奥讷、卡昂、克莱尔、迪耶普、埃尔伯夫、埃坦于、富卡尔、里勒河畔格洛、阿夫勒尔、勒阿弗尔、勒乌尔姆、勒瓦勒达泽、利雪、锡河畔隆格维尔、马罗姆、梅济东-卡农、蒙泰罗利耶、蒙维尔、莫特维尔、莫尔尼拉波姆赖、努万托、瓦塞勒、帕维伊、蓬德拉尔什、锡河畔圣欧班、圣艾蒂安迪鲁夫赖、圣洛朗德布雷沃当、圣马克卢-德福勒维尔、圣马丹迪维维耶、圣皮埃尔迪沃夫赖、塞尔克、塞尔基尼、索姆里、索特维尔莱鲁昂、图维尔拉里维耶尔、瓦勒德勒伊、韦尔农、维约马努瓦尔、维尔维尔、伊沃托 |
| 普罗旺斯-阿尔卑斯-蓝色海岸大区 | 阿维尼翁TGV站、马赛 |
| 奥弗涅-罗讷-阿尔卑斯大区 | 里昂、瓦朗斯TGV站 |
| 1. | |

## 停靠线路
以下列车线路在鲁昂右岸站停靠：
| 鲁昂右岸站列车线路表       |            |                     |                 |              |
| 线路                       | 车种       | 上一站              | 下一站          | 大致运行频率 |
| 马赛—勒阿弗尔              | TGV        | 芒特拉若利          | 勒阿弗尔        | 每天1趟      |
| 巴黎—鲁昂                  | INTERCITÉS | 瓦勒德勒伊/瓦塞勒   | （终点）        | 每天12趟左右 |
| 巴黎—勒阿弗尔              | INTERCITÉS | 巴黎圣拉扎尔/瓦塞勒 | 伊沃托          | 每天11趟左右 |
| 芒特拉若利/瓦勒德勒伊—鲁昂 | TER        | 索特维尔            | （终点）        | 每天2趟      |
| 亚眠/塞尔克—鲁昂           | TER        | 圣马丹迪维维耶      | （终点）        | 每天3趟左右  |
| 里尔/亚眠—鲁昂             | TER        | 塞尔克/蒙泰罗里耶   | （终点）        | 每天6趟左右  |
| 鲁昂—迪耶普                | TER        | （起点）            | 马罗姆/蒙维尔   | 每天11趟左右 |
| 鲁昂—勒阿弗尔              | TER        | （起点）            | 马罗姆/巴朗坦   | 每天6趟左右  |
| 埃尔伯夫—鲁昂—伊沃托       | TER        | 索特维尔/（起点）   | （终点）/马罗姆 | 每天9趟左右  |
| 鲁昂—卡昂                  | TER        | （起点）            | 埃尔伯夫        | 每天7趟左右  |
| 1.                         |            |                     |                 |              |

## 配套交通

### 大巴车
| 停靠鲁昂的大巴车                   |                    |                                                                        |
| 上下车地点                         | 运营单位           | 主要目的地                                                             |
| 鲁昂右岸站门口                     | SNCF               | （当某条铁路线施工或罢工时，SNCF可能会提供途径该线路沿途站点的大巴车） |
| 鲁昂汽车站 Halte Routière de Rouen | Eurolines          | 巴黎（可联程中转前往欧洲各地）                                         |
| 鲁昂汽车站 Halte Routière de Rouen | Isilines           | 亚眠、南特、卡昂、雷恩、里尔                                           |
| 鲁昂汽车站 Halte Routière de Rouen | 诺曼底城际客运     | 埃夫勒、卢维耶、蓬托德梅尔                                             |
| 鲁昂汽车站 Halte Routière de Rouen | 滨海塞纳省城际客运 | 卡特奈、博斯克勒阿尔、耶尔维尔、鲁马尔、昂代勒河畔佩里耶、马罗姆       |
| 23 Avenue Champlain                | Flixbus            | 巴黎、巴黎戴高乐机场、亚眠、南特、卡昂、阿夫朗什、雷恩、里尔           |
| 33 Avenue Champlain                | Ouibus             | 巴黎                                                                   |
| 1. 2. 3. 4. 5.                     |                    |                                                                        |

### 市内交通
| 鲁昂右岸站附近的市内公共交通线路 |              |                 |
| 公交车站名称                     | 位置         | 停靠线路        |
| Gare - Rue Verte                 | 车站正门地下 | 鲁昂有轨电车    |
| Gare - Rue Verte                 | 车站正门地面 | F2路、8路、11路 |
| Gare - Rue Verte                 | 马恩大道     | 13路            |
| 1.                               |              |                 |

## 临近车站
| 鲁昂右岸站（Gare de Rouen-Rive-Droite） |                    |                  |
| 上行车站                                | 线路               | 下行车站         |
| 索特维尔站 5.9km ←                      | 巴黎－勒阿弗尔铁路 | 马罗姆站 → 5.6km |
| 圣马丹迪维维耶站 8.6km ←                | 亚眠－鲁昂铁路     | （终点）         |
| - 本表仅显示运营中的线路及车站          |                    |                  |